# Тамыш
Тамы́ш (абх. Тамшь, груз. ტამიში) — село в Абхазии, в Очамчырском районе частично признанной Республики Абхазия, согласно административному делению Грузии — в Очамчирском муниципалитете Абхазской Автономной Республики. Расположено к западу от райцентра в равнинной полосе на побережье Чёрного моря в устье реки Тоумыш.
До 1960-х годов в качестве официального названия в разное время использовались формы Тамиш и Тамиши. В административном отношении территория село представляет собой административный центр Тамышской сельской администрации (абх. Тамшь ақыҭа ахадара), в прошлом Тамышский сельсовет. Через территорию села проходит основное шоссе Абхазии.
В селе расположена одноимённая железнодорожная станция.

## Границы
На севере Тамыш граничит с селом Кутол; на востоке — с Лаброй и Араду; на юге — выходит к черноморскому побережью; на западе — по реке Тоумыш с селом Кындыг.

## Историческое деление
Село Тамыш исторически подразделяется на 6 посёлков (абх. аҳабла):
- Ануаа-Рху
- Набырзал
- Нагбоу
- Науач (Наочи)
- Тамыш-Агу
- Цкрыш

## Этимология
Название села фиксируется с XIII века на итальянских (генуэзских) картах как Tamusi, Tamasa, Tamocsi — Тамокчи. На картах XVII–XVIII веков даётся название Сатамаскиа (Satamascia), что, скорее всего, относится к современному Саҭамашьа — название местности и генуэзской крепости на берегу моря в селе Кындыг вблизи границ села Тамыш.
С 1920-х годов в источниках начинают фигурировать формы Тамыш, Тамуиш, Тамшь. Гамахария и Гогия считают, что Tamusi = Tamasa = Сатамашо — «место для игры». Это грузинский топоним, который после апсуизации принял форму «Тамыш». Однако Сатамашьо по происхождению и локализации не имеет отношения к форме Тамыш или Тамуси, Тамаса. Саҭашьа является апсуизированной формой генуэзского Санта Мария, в которую вкладывают мегрелизированное понятие «место для игры».
По-свански же слово «Тамыш» означает «неурожайное место», однако территория села примечательна урожайностью земли.
Шалва Инал-ипа допускает, что абхазское Тамышь может состоять из Там-ԥшь, где -ԥшь означает «община». Основа Там, или Тама отчётливо выделяется во всех вышеперечисленных вариантах названия поселения, а на одной из старых карт значится именно как Тама. Последнее связано с известным абхазо-абазинским дворянским родовым именем Там, Тамаа (ныне пишутся Тамби, Тамбия, Тамбиев), что подтверждается названием местности на границе сёл Кутол и Тамыш — Тамқыҭ (дословно — «село Тамовых»). Таким образом, можно говорить о том, что село Тамышь и река Ҭоумышь (Тамышь) первоначально именовались фамильным именем владетелей села Тамаа.
Формы Тамышь и Ҭоумышь, по мнению исследователя и профессора Валерия Кварчия, получены из Там-мыжь, где мыжь — «запруда», «водоём», «лагуна», «бассейн». Это предположение исходит из того, что реки Тамыш и Дгамышь при впадении в море, благодаря своему тихому течению и запруде устьев морской песчаной косой, образуют глубокие и просторные бассейны, пригодные для захода небольших судов. В прошлом именно здесь располагались абхазские судоверфи и стоянки кораблей, а также маяк. Отсюда выходит первоначальное устье реки — Там-мыжь («запруда, бассейн реки Там») и Дӷамышь, вероятно, из Ӡӷа-мыжь (абх. ӡӷа — собственно название реки, означающее «мелководная вода») и мыжь — то же самое, что в Там-мыжь. Последнее, со временем трансформировалось в Тамышь, Тамшь и Тоумышь — название села и реки.

## Население
| Численность населения | Численность населения | Численность населения | Численность населения | Численность населения |
| 1886                  | 1926                  | 1959                  | 1989                  | 2011                  |
| --------------------- | --------------------- | --------------------- | --------------------- | --------------------- |
| 588                   | ↗1470                 | ↗1762                 | ↗1826                 | ↘549                  |

Население Тамышского сельсовета по данным переписи 1989 года составляло 1826 человек, по данным переписи 2011 года население сельской администрации Тамыш составило 549 человек, в основном абхазы.
В XIX веке в состав Тамышской сельской общины также входило соседнее село Кындыг и часть современного села Кочара. По данным переписи населения 1886 года в селении Адзюбжа (без Кындыга) проживало православных христиан 892 человека, мусульман-суннитов не было. По сословному делению в Тамыше были: 1 князь, 60 дворян, 5 представителей православного духовенства и 826 крестьян. Представителей «городских» сословий в Тамыше не проживало.
В конце XIX — начале XX века в Тамыше оседает большое число мегрелов, а также армян. В селе появляются русские и турки.
В сталинский период Тамыш становится одним из центров вселения крестьян из Западной Грузии. Таким образом, к началу 1990-х годов численность грузинского и абхазского населения Тамыша становится примерно равной. В ходе грузино-абхазской войны большая часть села контролировалась грузинской стороной, абхазские партизаны сохраняли контроль над посёлком Ануаа-Рху. Тамыш был практически полностью разрушен.
После войны грузины покинули село, незначительная часть абхазов вернулась в Тамыш, но большинство переселилось в нижнюю зону Гульрипшского района и Сухум. В настоящее время число жителей Тамыша немногочисленно.
| Год переписи | Этнический состав                                                       |
| ------------ | ----------------------------------------------------------------------- |
| 1886         | абхазы 99,4 %; грузины 0,6 %                                            |
| 1926         | абхазы 62,0 %; грузины 27,8 %; армяне 7,8 %; русские 1,2 %; турки 1,2 % |
| 1959         | абхазы, грузины (нет точных данных)                                     |
| 1989         | абхазы, грузины (нет точных данных)                                     |
| 2011         | абхазы 88,5 %, грузины 4,0 %, русские 3,6 %, армяне 1,1 %               |

## Известные уроженцы
- Ашхангирей (Ашхангерия, Шахан-Гирей) Бжания — абхазский долгожитель, проживший, согласно советским источникам[16], до 147 лет (1799—1946 гг.)[17].
- Бжания Аслан Георгиевич — Президент Республики Абхазия; внук Ашхангирея Бжания.
- Габлия Варлам Алексеевич — Герой Советского Союза, командир миномётного расчёта 144-го батальона морской пехоты 83-й морской стрелковой бригады 46-й армии 2-го Украинского фронта, старший сержант.
- Даур Зантария — абхазский и русский прозаик, поэт, публицист, киносценарист.